# Луцилий Констанций
Луцилий Констанций (лат. Lucilius Constantius) — римский политический деятель второй половины IV века.
До 366 года Констанций занимал должность презида Мавретании Тингитанской. Примерно в это время он получил почётный титул vir perfectissimus и вошёл в состав сената. После 366 года Констанций находился на посту консуляра Тусции и Умбрии.